# Schriftsysteme in Unicode
Als Schriftsystem (englisch script) wird in Unicode eine Gruppe von Zeichen genannt, die gemeinsam als Schrift verwendet werden. In den meisten Fällen stimmen die Schriftsysteme grob mit den Unicodeblöcken überein, es gibt allerdings Schriftsysteme, die auf mehrere Blöcke verteilt sind und Blöcke, die Zeichen verschiedener Schriftsysteme umfassen. Schriftsysteme sind unabhängig von Sprachen. Zwar gibt es Fälle, in denen sich Schriftsystem und Sprache entsprechen, aber viele Schriftsysteme werden zum Schreiben mehrerer verschiedener Sprachen verwendet. So wird das lateinische Alphabet im Deutschen, Englischen, Französischen, Vietnamesischen und vielen weiteren Sprachen als Schrift verwendet. Umgekehrt kann eine Sprache mehrere Schriften nutzen. So wurde das Türkische früher in arabischer Schrift geschrieben, während heute das lateinische Alphabet benutzt wird.
Ob zwei Schriften einem gemeinsamen Schriftsystem angehören oder nicht, lässt sich nicht immer eindeutig festlegen. So betrachtet Unicode die japanischen Kanji als eine grafische Variante der chinesischen Schriftzeichen und fasst sie im Zuge der Han-Vereinheitlichung mit diesen zusammen. Das koptische Alphabet wurde ursprünglich als Erweiterung des griechischen angesehen und erst später als eigenständiges Schriftsystem in Unicode kodiert.
In der aktuellen Unicode-Version 15.1 vom September 2023 sind insgesamt 161 verschiedene Schriftsysteme kodiert.

## Formale Definition
Formal festgelegt wird das Schriftsystem, dem ein Zeichen angehört, durch zwei Eigenschaften. In den meisten Fällen liefert die Script-Eigenschaft die nötige Information, sie nennt den englischen Namen des Schriftsystems. Insgesamt gibt es 139 verschiedene Werte. Drei dieser Werte haben eine spezielle Bedeutung:
- Unknown kennzeichnet Zeichen, deren Schriftsystem sich nicht ermitteln lässt. Dies betrifft neben noch nicht belegten Codepunkten auch Zeichen aus dem Bereich zur privaten Verwendung.
- Inherited (564 Zeichen) kennzeichnet hauptsächlich kombinierende Zeichen. Diese werden nach Aussehen, nicht nach Verwendung kodiert. So wird der Akut sowohl mit lateinischen als auch mit griechischen Buchstaben verwendet. Bei der Bestimmung des Schriftsystems nehmen solche Zeichen den Wert des vorangehenden Zeichens an.
- Common (7279 Zeichen) schließlich bezeichnet Zeichen, die in mehreren Schriftsystemen verwendet werden können. Während manche dieser Zeichen nur in einigen wenigen verwandten Schriftsystemen verwendet werden, können Zeichen für die Interpunktion und Symbole mit allen Schriftsystemen genutzt werden.

Außerdem gibt es je einen Wert für jedes der 135 Schriftsysteme und einen weiteren für Braille-Zeichen. Diese gelten zwar als Symbole, besitzen jedoch einen eigenen Wert für die Script-Eigenschaft.
Eine genauere Angabe zum Schriftsystem macht in manchen Fällen die Script_Extensions-Eigenschaft. Bei Zeichen mit dem Wert Inherited oder Common, die nur in wenigen Schriftsystemen verwendet werden, zählt sie diese Schriftsysteme auf.

## Verwendung
Die Script-Eigenschaft kann auf verschiedene Weisen verwendet werden. Sie kann genutzt werden, um die Schrift zu erkennen, mit der ein Text geschrieben ist, oder Wörter aus einer bestimmten Schrift in einem Dokument zu finden. Zu diesem Zweck erlauben einige Implementierungen regulärer Ausdrücke die Verwendung von Unicode-Eigenschaften.
Eine andere Anwendung besteht in der Abwehr von Spoofing-Angriffen. So kann ein Browser anhand dieser Eigenschaft erkennen, dass in www.unicоde.org das о kein lateinischer, sondern ein kyrillischer Buchstabe ist, und den Benutzer vor einem URL-Spoofing-Versuch warnen.

## Fehlende Schriftsysteme in Unicode
Mit jeder neuen Unicode-Version werden weitere Schriftsysteme in den internationalen Zeichencodierungsstandard aufgenommen. Die Script Encoding Initiative der Linguistin Dr. Deborah Anderson an der Universität Berkeley listet über 100 Schriftsysteme auf, die noch nicht in Unicode aufgenommen wurden.
Nach einer Aufstellung des Projektes »Missing Scripts« von der Hochschule Mainz, dem ANRT Nancy, Frankreich und der UC Berkeley, USA, gibt es nach dem aktuellen Stand der Forschung (Januar 2022) genau 294 bekannte Schriftsysteme der Menschheit. 131 davon wurden bisher noch nicht in Unicode kodiert, können also noch nicht auf dem Rechner oder Mobiltelefon verwendet werden.

## Liste
Die folgende Liste nennt alle Schriftsysteme, die in Unicode 9.0 mit mindestens 100 Zeichen vertreten sind.
Schriftgibt die deutsche Bezeichnung der Schrift an
Scriptnennt die Bezeichnung, unter der das Schriftsystem in Unicode bekannt ist
Typklassifiziert die Schriftsysteme nach der Art des Aufbaus. Unicode unterscheidet folgende Typen: Alphabet, Abdschad, Silbenschrift, Abugida, Logografie
Anzahlgibt die Anzahl der Zeichen an, die diesem Schriftsystem zugeordnet werden, inklusive der Zeichen, die gemäß der Script_Extensions-Eigenschaft in diesem Schriftsystem verwendet werden. In diesem Fall ist zusätzlich die Aufteilung in Klammern angegeben.
Unicodeverweist auf weitere Informationen, die diese Schrift in Zusammenhang mit Unicode betreffen.
| Schrift                 | Script                | Typ               | Anzahl              | Unicode                                |
| ----------------------- | --------------------- | ----------------- | ------------------- | -------------------------------------- |
| Lateinisches Alphabet   | Latin                 | Alphabet          | 1370 (1350 + 20)    | Lateinische Zeichen in Unicode         |
| Griechisches Alphabet   | Greek                 | Alphabet          | 522 (518 + 4)       | Griechisch und Koptisch in Unicode     |
| Koptische Schrift       | Coptic                | Alphabet          | 165 (137 + 28)      | Griechisch und Koptisch in Unicode     |
| Kyrillisches Alphabet   | Cyrillic              | Alphabet          | 450 (443 + 7)       | Kyrillisch und Glagolitisch in Unicode |
| Glagolitische Schrift   | Glagolitic            | Alphabet          | 136 (132 + 4)       | Kyrillisch und Glagolitisch in Unicode |
| Hebräisches Alphabet    | Hebrew                | Abdschad          | 133                 | Unicodeblock Hebräisch                 |
| Arabische Schrift       | Arabic                | Abdschad          | 1335 (1279 + 56)    | Arabisch und Syrisch in Unicode        |
| Devanagari              | Devanagari            | Abugida           | 212 (154 + 68)      | Indische Schriften in Unicode          |
| Bengalische Schrift     | Bengali               | Abugida           | 108 (93 + 15)       | Indische Schriften in Unicode          |
| Gurmukhi-Schrift        | Gurmukhi              | Abugida           | 103 (79 + 24)       | Indische Schriften in Unicode          |
| Gujarati-Schrift        | Gujarati              | Abugida           | 109 (85 + 24)       | Indische Schriften in Unicode          |
| Telugu-Schrift          | Telugu                | Abugida           | 101 (96 + 5)        | Indische Schriften in Unicode          |
| Kannada-Schrift         | Kannada               | Abugida           | 100 (88 + 12)       | Indische Schriften in Unicode          |
| Malayalam-Schrift       | Malayalam             | Abugida           | 119 (114 + 5)       | Indische Schriften in Unicode          |
| Singhalesische Schrift  | Sinhala               | Abugida           | 112 (110 + 2)       | Indische Schriften in Unicode          |
| Tibetische Schrift      | Tibetan               | Abugida           | 207                 | Indische Schriften in Unicode          |
| Birmanische Schrift     | Myanmar               | Abugida           | 234 (223 + 11)      | Indische Schriften in Unicode          |
| Khmer-Schrift           | Khmer                 | Abugida           | 146                 | Indische Schriften in Unicode          |
| Balinesische Schrift    | Balinese              | Abugida           | 121                 | Indische Schriften in Unicode          |
| Lanna-Schrift           | Tai_Tham              | Abugida           | 127                 | Indische Schriften in Unicode          |
| Brahmi-Schrift          | Brahmi                | Abugida           | 109                 | Indische Schriften in Unicode          |
| Sharada-Schrift         | Sharada               | Abugida           | 100 (94 + 6)        | Indische Schriften in Unicode          |
| Grantha-Schrift         | Grantha               | Abugida           | 115 (85 + 30)       | Indische Schriften in Unicode          |
| Georgisches Alphabet    | Georgian              | Alphabet          | 129 (127 + 2)       |                                        |
| Koreanisches Alphabet   | Hangul                | Silbenschrift     | 11775 (11739 + 36)  | Ostasiatische Schriften in Unicode     |
| Hiragana                | Hiragana              | Silbenschrift     | 143 (91 + 52)       | Ostasiatische Schriften in Unicode     |
| Katakana                | Katakana              | Silbenschrift     | 352 (300 + 52)      | Ostasiatische Schriften in Unicode     |
| Zhuyin                  | Bopomofo              | Silbenschrift     | 110 (70 + 40)       | Ostasiatische Schriften in Unicode     |
| Chinesische Schrift     | Han                   | Logografie        | 82013 (81734 + 279) | Ostasiatische Schriften in Unicode     |
| Yi-Schrift              | Yi                    | Silbenschrift     | 1246 (1220 + 26)    | Ostasiatische Schriften in Unicode     |
| Xixia-Schrift           | Tangut                | Logografie        | 6881                | Ostasiatische Schriften in Unicode     |
| Äthiopische Schrift     | Ethiopic              | Silbenschrift     | 495                 |                                        |
| Cherokee-Silbenschrift  | Cherokee              | Silbenschrift     | 172                 |                                        |
| Cree-Schrift            | Canadian_Aboriginal   | Silbenschrift     | 710                 |                                        |
| Mongolische Schrift     | Mongolian             | Alphabet          | 169 (166 + 3)       |                                        |
| Linearschrift B         | Linear_B              | Silbenschrift     | 268 (211 + 57)      | Historische Schriften in Unicode       |
| Linearschrift A         | Linear_A              | Logografie        | 386 (341 + 45)      | Historische Schriften in Unicode       |
| Kyprische Schrift       | Cypriot               | Silbenschrift     | 112 (55 + 57)       | Historische Schriften in Unicode       |
| Keilschrift             | Cuneiform             | Logografie        | 1234                | Historische Schriften in Unicode       |
| Ägyptische Hieroglyphen | Egyptian_Hieroglyphs  | Logografie        | 1071                | Historische Schriften in Unicode       |
| Brailleschrift          | Braille               | (Notationssystem) | 256                 | Symbole in Unicode                     |
| Vai-Schrift             | Vai                   | Silbenschrift     | 300                 |                                        |
| Bamun-Schrift           | Bamum                 | Silbenschrift     | 657                 |                                        |
| Pollard-Schrift         | Miao                  | Silbenschrift     | 133                 |                                        |
| Duployé-Kurzschrift     | Duployan              | (Notationssystem) | 147 (143 + 4)       |                                        |
| Pahawh Hmong            | Pahawh_Hmong          | Alphabet          | 127                 |                                        |
| Mende-Schrift           | Mende_Kikakui         | Silbenschrift     | 213                 |                                        |
| Hieroglyphen-Luwisch    | Anatolian_Hieroglyphs | Logografie        | 583                 |                                        |
| Altungarische Schrift   | Old_Hungarian         | Alphabet          | 108                 |                                        |
| SignWriting             | SignWriting           | (Notationssystem) | 672                 |                                        |